# Giovanni Maria Riminaldi

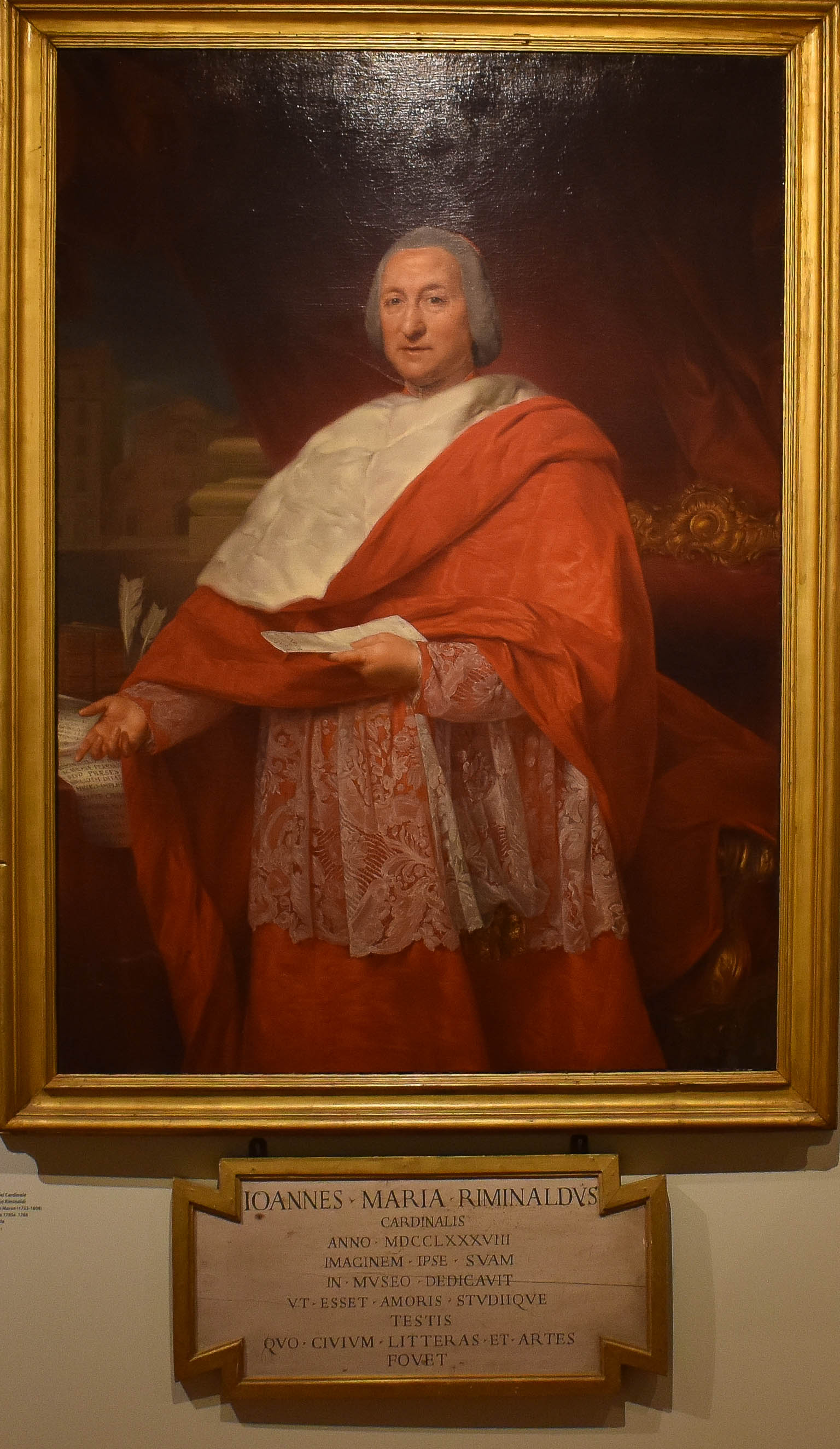
Anton von Maron: Porträt des Kardinals Gian Maria Riminaldi. Die lateinische Inschrifttafel darunter besagt: „Giovanni Maria Kardinal Riminaldi übergab im Jahr 1788 selbst sein Bild dem Museum, damit es ein Zeugnis für die Liebe und den Eifer sei, womit er Kunst und Wissenschaft der Bürger fördert.“

Giovanni Maria Riminaldi (* 4. Oktober 1718 in Ferrara; † 12. Oktober 1789 in Perugia) war ein italienischer Kardinal.

## Leben
Giovanni Maria Riminaldi wurde am 4. Oktober 1718 in Ferrara geboren. Seine Ausbildung erhielt er von 1732 bis 1738 im Internat des Adligenkollegiums S. Carlo von Modena. Nach seiner juristischen Ausbildung in Ferrara entschied er sich für die kirchliche Laufbahn und zog 1742 nach Rom. Nach seinem Studium wurde er Prokurator, Anwalt und schließlich Richter. Am 20. Mai 1745 erwarb er ein Diplom in Zivil- und Kirchenrecht beim Konkordatsanwalt und Grafen von Ferrara V. Montecatini. Im darauffolgenden Jahr, am 31. Juli 1746, erhielt er die Tonsur vom damaligen Erzbischof und Legaten von Ferrara Raniero d’Elci. Am 21. November 1746 trat er in die Prälatur ein, wurde Hausprälat von Benedikt XIV. und bekleidete verschiedene Ämter in der römischen Kurie.
1770 wurde er von Papst Clemens XIV. mit der Reform der Universität Ferrara beauftragt. 1771 übertrug er Gianfrancesco Malfatti den Lehrstuhl für Mathematik und Hydrostatik mit dem Ziel, die Universität zu modernisieren und echte und bedeutende Fachleute einzustellen.
Papst Pius VI. erhob ihn im Konsistorium vom 14. Februar 1785 in den Rang eines Kardinals. Seinen Kardinalshut erhielt er am 11. April 1785 und wurde Kardinalpriester von Santa Maria del Popolo. Am 29. Januar 1789 wurde er zum Kardinalpriester von San Silvestro in Capite ernannt.
Im Kloster Santa Maria degli Angeli in der Nähe von Assisi erlitt er einen Schlaganfall und starb am 12. Oktober 1789 in Perugia.
Als passionierter Sammler legte er zwischen 1780 und 1782 fest, dass nach seinem Tod seine Hausbibliothek der Universitätsbibliothek von Ferrara (der heutigen Biblioteca Comunale Ariostea) geschenkt und die von ihm gesammelten Kunstwerke im Universitätsmuseum aufbewahrt werden sollten, das er im neuen Palazzo Paradiso eingerichtet hatte.
Heute werden diese Werke in Ferrara, im Palazzo Bonacossi und im Palazzo Schifanoia aufbewahrt.